# Charles-Ange Laisant
Charles-Ange Laisant (Indre, 1º novembre 1841 – Asnières-sur-Seine, 5 maggio 1920) è stato un politico e matematico francese.
Studiò per diventare ingegnere militare all'École polytechnique.

## Politica
Difese il forte Issy durante l'assedio di Parigi e servì in Corsica e in Algeria nel 1873. Nel 1876 lasciò il suo ruolo per entrare nella camera dei deputati a Nantes per volere della repubblica e nel 1879 divenne direttore del Le Petit Parisien. 
Successivamente aderì alla politica reazionaria del generale Georges Boulanger e divenne membro della Ligue des Patriotes. Laisant pubblicò due articoli politici: Pourquoi et comment je suis Boulangiste (1887) e L'Anarchie bourgeoise (1887).

## Teorie matematiche
Laisant non cercò di farsi rieleggere nel 1893, ma si dedicò a tempo pieno alla matematica. Già nel 1874 aveva pubblicato un'indagine sulle funzioni iperbolichee aveva tradotto lo studio principale di Giusto Bellavitis sull'equipollenza.Pubblicò due lavori sulla geometria algebrica: Introduction à la Méthode des Quaternions (1881)e Théorie et applications des equipollences (1887). Inoltre fu co-fondatore del giornale matematico L'Intermédiaire des Mathématiciens nel 1894 e nel 1888 fu presidente della Société mathématique de France.